# Clarkdale (microprocesseur)
Pour les articles homonymes, voir Clarkdale.
Le microprocesseur Clarkdale d'Intel est un processeur double cœur entrée de gamme pour ordinateur de bureau, appartenant à la famille Westmere. 
La commercialisation des premiers Clarkdale a commencé début 2010, dans les gammes Core i5 (milieu de gamme), Core i3 (entrée de gamme), et Pentium (bas de gamme).
L'équivalent du Clarkdale pour ordinateur portable est l'Arrandale.

## Description
Le Clarkdale est composé de deux dies : le premier, gravé en 32 nm, intègre les deux cœurs du CPU, et le deuxième, gravé en 45 nm, intègre le GPU, ainsi que les contrôleurs mémoire et PCI Express. Il intègre 4 Mio de cache L3 partagés entre les deux cœurs, sauf le Pentium G9650 qui en intègre 3 Mio.
Le contrôleur mémoire étant sur un die différent de celui des cœurs, les accès mémoire s'en trouvent ralentis.
Il se connecte sur un socket LGA 1156. Il est compatible avec les chipsets P55 Express, H55 Express et H57 Express.
Début 2010, la fréquence des différents modèles du Clarkdale varie de 2,8 GHz (Pentium G9650) à 3,46 GHz (Core i5 670), hors activation du Turbo Boost.

## Le GPU intégré
C'est un HD Graphics, qui est une évolution du GMA X4500HD, du chipset G45. Il supporte le décodage simultané de deux flux vidéo HD, et possède des options d’amélioration de l’image en HD.
Il est cadencé à 533 MHz, 733 MHz ou 900 MHz.

## Liste des modèles

### Les Core i5
Ces processeurs sont compatibles avec l'Hyper-Threading, et possèdent la fonction Turbo Boost.
| Modèle      | Fréquence d'horloge de la partie CPU (GHz) | Fréquence d'horloge de la partie GPU (MHz) |
| ----------- | ------------------------------------------ | ------------------------------------------ |
| Core i5 650 | 3,20                                       | 733                                        |
| Core i5 660 | 3,33                                       | 733                                        |
| Core i5 661 | 3,33                                       | 900                                        |
| Core i5 680 | 3,60                                       | 733                                        |

### Les Core i3
Ces processeurs sont compatibles avec l'Hyper-Threading mais ne possèdent pas la fonction Turbo Boost.
| Modèle      | Fréquence d'horloge de la partie CPU (GHz) | Fréquence d'horloge de la partie GPU (MHz) |
| ----------- | ------------------------------------------ | ------------------------------------------ |
| Core i3 530 | 2,93                                       | 733                                        |
| Core i3 540 | 3,06                                       | 733                                        |
| Core i3 550 | 3,20                                       | 733                                        |

### Les Pentium
Ces processeurs ne sont pas compatibles avec l'Hyper-Threading et ne possèdent pas la fonction Turbo Boost. La variante G6951 peut toutefois être mise à jour en G6952 (avec activation de l'Hyper-Threading et de 1 Mo de cache supplémentaire) en achetant une carte prépayée contenant un code de déblocage.
| Modèle        | Cœurs (Threads) | Fréquence | Fréquence | Fréquence | Cache      | Cache   | Cache | Mult. | Tension        | Révision              | TDP  | Bus                    | Socket   | Référence                    | Commercialisation | Commercialisation | Commercialisation |
| Modèle        | Cœurs (Threads) | Cœurs     | Turbo     | IGP       | L1         | L2      | L3    | Mult. | Tension        | Révision              | TDP  | Bus                    | Socket   | Référence                    | Début             | Fin               |                   |
| ------------- | --------------- | --------- | --------- | --------- | ---------- | ------- | ----- | ----- | -------------- | --------------------- | ---- | ---------------------- | -------- | ---------------------------- | ----------------- | ----------------- | ----------------- |
| Pentium G69x0 |                 |           |           |           |            |         |       |       |                |                       |      |                        |          |                              |                   |                   |                   |
| G6960         | 2 (2)           | 2,93 GHz  | -         | 533 MHz   | 2 × 32 Kio | 512 Kio | 3 Mio | ×22   | 0,65 V - 1,4 V | K0 (SLBT6)            | 73 W | DMI + 2×DDR3 1066 MT/s | LGA 1156 | CM80616005373AA              | T1 2011           |                   |                   |
| G6952         | 2 (4)           | 2,80 GHz  | -         | 533 MHz   | 2 × 32 Kio | 512 Kio | 4 Mio | ×21   | 0,65 V - 1,4 V |                       | 73 W | DMI + 2×DDR3 1066 MT/s | LGA 1156 |                              |                   |                   |                   |
| G6951         | 2 (2)           | 2,80 GHz  | -         | 533 MHz   | 2 × 32 Kio | 512 Kio | 3 Mio | ×21   | 0,65 V - 1,4 V | K0 (SLBTF)            | 73 W | DMI + 2×DDR3 1066 MT/s | LGA 1156 | CM80616004593AF              | T3 2011           |                   |                   |
| G6950         | 2 (2)           | 2,80 GHz  | -         | 533 MHz   | 2 × 32 Kio | 512 Kio | 3 Mio | ×21   | 0,65 V - 1,4 V | C2 (SLBMS) K0 (SLBTG) | 73 W | DMI + 2×DDR3 1066 MT/s | LGA 1156 | CM80616004593AE BX80616G6950 | 7 janvier 2010    |                   |                   |